# PlayerUnknown's Battlegrounds
PlayerUnknown's Battlegrounds (PUBG) er et online multiplayer computerspil udviklet og udgivet af PUBG Studios, et datterselskab af det sydkoreanske videospilselskab Krafton. 
Spillets handling går ud på at man fra en flyvemaskine springer ud i faldskærm og skal prøve at holde sig indenfor en stor cirkel der bliver mindre og mindre, uden man selv bliver dræbt. Nede på jorden skal spilleren samle våben og forsvare sig selv, da alle spillere på cirka 100 deltagere er fjender mod hinanden.
PlayerUnknown's Battlegrounds blev første gang udgivet til Microsoft Windows i 2017. Spillet blev også udgivet til Xbox One i september 2018. En mobilversion til Android og iOS, samt en PS4-version blev udgivet samme år.